# Sân bay Bobo Dioulasso
Sân bay Bobo Dioulasso (IATA: BOY, ICAO: DFOO) là sân bay ở Bobo Dioulasso, Burkina Faso. Sân bay này có 1 đường cất hạ cánh có chiều dài 3300 m, bề mặt rải nhựa đường. Sân bay này nằm ở độ cao 461 m trên mực nước biển.

## Các hãng hàng không và các tuyến điểm
Hiện chỉ có một hãng hàng không hoạt động tại đây với các tuyến điểm sau:
- Air Burkina (Abidjan, Bamako, Dakar, Ouagadougou)[3]